# Angus Deaton
Angus Stewart Deaton (født 19. oktober 1945 i Edinburgh) er en britisk/amerikansk økonom, der bl.a. har forsket i de økonomiske udfordringer i udviklingslandene og mere generelt i forbrugsteori. I 2015 modtog han Nobelprisen i økonomi for sine analyser af "forbrug, fattigdom og velfærd".

## Karriere
Angus Deaton erhvervede sin bachelor- og kandidatgrad samt ph.d. fra Cambridge Universitet, sidstnævnte i 1975 med titlen "Models of consumer demand and their application to the United Kingdom" ("Modeller for forbrugerefterspørgsel og deres anvendelse på Storbritannien").
Efter afslutningen på sin uddannelse arbejdede Deaton ved Bristol Universitet til 1983, hvorpå han blev professor ved Princeton University i USA, hvor han også havde været som gæsteprofessor 1979-80. Her er han nu Dwight D. Eisenhower-professor i international politik samt professor i økonomi og international politik. Deaton har både britisk og amerikansk statsborgerskab.
Angus Deaton har gennem flere årtier forsket i udviklingsøkonomiske problemstillinger, specielt i hvordan forbrug påvirker landenes velfærd og økonomiske vækst. For dette arbejde modtog han i 2015 Nobelprisen i økonomi.

## Nobelprisen i økonomi 2015
I begrundelsen for pristildelingen nævntes tre af Deatons hovedbidrag: For det første skabelsen af det såkaldte Almost Ideal Demand System for efterspørgslen efter bestemte forbrugsgoder, som han udviklede sammen med John Muellbauer omkring 1980, og som har vist sig meget nyttigt og brugbart i økonometriske undersøgelser. For det andet de studier af sammenhængen mellem indkomst og forbrug, som han foretog omkring 1990, og for det tredje sit arbejde i senere årtier for at måle levestandard og fattigdom i udviklingslande ved hjælp af data fra spørgeskemaer indsamlet på husholdningsniveau.